# Flaga Erytrei
Flaga Erytrei składa się z trzech trójkątów – zielony trójkąt prostokątny symbolizuje żyzność, niebieski trójkąt prostokątny symbolizuje ocean, a trójkąt czerwony (równoramienny) upamiętnia krew przelaną w walce o wolność ojczyzny. Na czerwonym trójkącie znajduje się żółta gałązka oliwna otoczona wieńcem oliwnym – po każdej stronie wieńca znajduje się 14 liści.
Flaga została oficjalnie przyjęta 5 grudnia 1995.

## Historyczne warianty flagi

Flaga Erytrei w federacji z Etiopią, w latach 1952–1962
Flaga z lat 1993–1995